# Nejvyšší správní soud Slovenské republiky
Nejvyšší správní soud Slovenské republiky (slov. Najvyšší správný súd Slovenskej republiky) je vrcholným článkem správního soudnictví na Slovensku. Rozhodováním o opravných prostředcích zajišťuje jednotnost výkladu správního práva na nižších správních soudech a ve veřejné správě. Současně je národním kárným soudem pro soudce, státní zástupce, notáře a soudní exekutory. Z hlediska hierarchie soudů je rovnocenný Nejvyššímu soudu Slovenské republiky. Sídlo soudu je v Bratislavě.
Soud formálně vznikl k 1. lednu 2021 na základě ústavního zákona č. 422/2020 Z. z., fakticky svou činnost zahájil 1. srpna 2021. Soudnictví vykonává tím, že rozhoduje o kasačních stížnostech proti rozhodnutím správních soudů za podmínek stanovených soudním řádem správním. V určitých případech stanovených Ústavou Slovenské republiky a zákonem působí rovněž jako soudní orgán prvního stupně.

## Vedení Nejvyššího správního soudu Slovenské republiky
- předseda: Pavol Naď (od 18. května 2021)
- místopředseda: Marián Trenčan (od 12. října 2021)
- předsedkyně soudcovské rady: Katarína Benczová (od 4. srpna 2021)

## Pravomoci
Rozhodováním o kasačních stížnostech proti rozhodnutím nižších správních soudů soud přezkoumává zákonnost rozhodnutí a opatření orgánů veřejné správy a poskytuje ochranu proti jejich jiným zásahům a nečinnosti. Nejvyšší správní soud tak zpravidla rozhoduje s konečnou platností v oblasti finančního práva (zejména daňového a celního práva), cizineckého práva (zejména azylu a pobytu cizinců), přestupkového a jiného deliktního práva, stavebního práva, katastrálního práva, práva sociálního zabezpečení a zdravotního pojištění, práva životního prostředí a práva na svobodný přístup k informacím. Soud rovněž přezkoumává rozhodnutí Výboru Národní rady Slovenské republiky pro přezkum rozhodnutí Národního bezpečnostního úřadu týkající se bezpečnostních prověrek.
Soud rozhoduje také o kasačních stížnostech ve věcech přezkumu ústavnosti a zákonnosti obecně závazných vyhlášek orgánů územní samosprávy. Podle Ústavy Slovenské republiky rozhoduje také o ústavnosti a zákonnosti voleb do orgánů místní samosprávy (obecní samosprávy a samosprávy vyšších územních celků), o rozpuštění nebo pozastavení činnosti politické strany nebo politického hnutí a o kárné odpovědnosti soudců, státních zástupců a, stanoví-li tak zákon, i dalších osob (v současnosti notářů a soudních exekutorů). Soud rozhoduje také o registraci kandidátů a kandidátních listin pro všechny celostátní volby na Slovensku.
Nejvyšší správní soud rozhoduje také o kompetenčních žalobách, pokud vznikne kompetenční spor mezi orgány veřejné správy.
Ve věcech správního soudnictví zajišťuje Nejvyšší správní soud jednotný výklad a uplatňování zákonů a jiných obecně závazných právních předpisů. Je oprávněn přijímat stanoviska ke sjednocování výkladu zákonů a těchto dalších předpisů. Po schválení plénem Nejvyššího správního soudu může zveřejňovat soudní rozhodnutí zásadního významu ve Sbírce stanovisek a rozhodnutí Nejvyššího správního soudu Slovenské republiky, a to jak svá, tak i správních soudů nižších stupňů.

## Senáty
Nejvyšší správní soud rozhoduje v tříčlenných nebo pětičlenných senátech, ve zvláštních případech v sedmičlenném velkém senátu. Soudce do těchto senátů přiděluje předseda Nejvyššího správního soudu na každý kalendářní rok prostřednictvím rozvrhu práce Nejvyššího správního soudu, přičemž v čele každého senátu stojí jeho předseda.
Tříčlenné senáty rozhodují v následujících věcech:
- opravné prostředky (kasační stížnosti) proti rozhodnutím nižších správních soudů;

- při výkonu pravomocí nadřízeného soudu vůči nižším správním soudům a vůči sobě samému (rozhodování o námitkách podjatosti, o návrzích na odnětí a přikázání věci a o kompetenčních sporech).

Pětičlenné senáty složené výhradně ze soudců Nejvyššího správního soudu rozhodují v následujících věcech:
- prvoinstanční a současně jednoinstanční věci (např. žaloby ve volebních věcech, žaloby na rozpuštění politické strany, kompetenční žaloby);

- odvolání v kárných věcech.

Pětičlenné senáty složené ze tří soudců Nejvyššího správního soudu a dvou přísedících soudců Nejvyššího správního soudu rozhodují v kárných věcech v prvním stupni.
Velký senát složený ze sedmi soudců rozhoduje o věcech, které mu byly postoupeny tříčlenným senátem v případech, kdy se tříčlenný senát chce odchýlit od právního názoru dříve vysloveného jiným tříčlenným senátem Nejvyššího správního soudu; velký senát tak slouží ke sjednocování právních názorů na úrovni samotného Nejvyššího správního soudu.

## Soudci
| Soudce             | Soudcem Nejvyššího správního soudcu od |
| ------------------ | -------------------------------------- |
| Pavol Naď          | 18. 5. 2021                            |
| Kristína Babiaková | 20. 7. 2021                            |
| Marián Fečík       | 20. 7. 2021                            |
| Zuzana Šabová      | 20. 7. 2021                            |
| Juraj Vačok        | 20. 7. 2021                            |
| Juraj Vališ        | 20. 7. 2021                            |
| Elena Berthotyová  | 1. 8. 2021                             |
| Katarína Benczová  | 1. 8. 2021                             |
| Anita Filová       | 1. 8. 2021                             |
| Jana Hatalová      | 1. 8. 2021                             |
| Petra Príbelská    | 1. 8. 2021                             |
| Viola Takáčová     | 1. 8. 2021                             |
| Marián Trenčan     | 1. 8. 2021                             |
| Monika Valašiková  | 1. 8. 2021                             |
| Jana Martinčeková  | 20. 8. 2021                            |
| Michal Novotný     | 20. 8. 2021                            |
| Katarína Cangárová | 26. 8. 2021                            |
| Michal Matulník    | 26. 8. 2021                            |
| Peter Potásch      | 26. 8. 2021                            |
| Martin Tiso        | 21. 11. 2022                           |
| Michal Dzurdzík    | 1. 1. 2023                             |
| Rastislav Dlugoš   | 1. 6. 2023                             |
| Peter Mach         | 1. 6. 2023                             |

## Emeritní soudci
| Soudce               | Soudcem Nejvyššího správního soudcu od - do |
| -------------------- | ------------------------------------------- |
| Zuzana Mališová      | 1. 8. 2021 - 9. 2. 2024                     |
| Zdenka Reisenauerová | 1. 8. 2021 - 31. 3. 2024                    |

## Prvoinstanční správní soudy
Do 31. května 2023 vykonávaly působnost soudů prvního stupně ve věcech správního soudnictví krajské soudy, od 1. června 2023 správní soudnictví v prvním stupni na Slovensku vykonávají tři specializované správní soudy. Jejich sídly jsou Bratislava, Banská Bystrica a Košice.
Tyto soudy rozhodují o správních žalobách v prvním stupni, a to buď tříčlennými senáty, nebo v některých případech samosoudcem. Opravné prostředky proti jejich rozhodnutím (kasační stížnosti) projednává Nejvyšší správní soud v senátu složeném ze tří soudců a v některých případech ve velkém senátu složeném ze sedmi soudců.